# Mastrus montanus
Mastrus montanus là một loài tò vò trong họ Ichneumonidae.